# Schlösser von Laxenburg
Die Schlösser von Laxenburg befinden sich in der Gemeinde Laxenburg in Niederösterreich etwa sechs Kilometer südlich der Landesgrenze zum Bundesland Wien. Im großen Schlosspark befinden sich das Alte Schloss, der Blaue Hof (bzw. das neue Schloss) sowie die Franzensburg.

## Geschichte

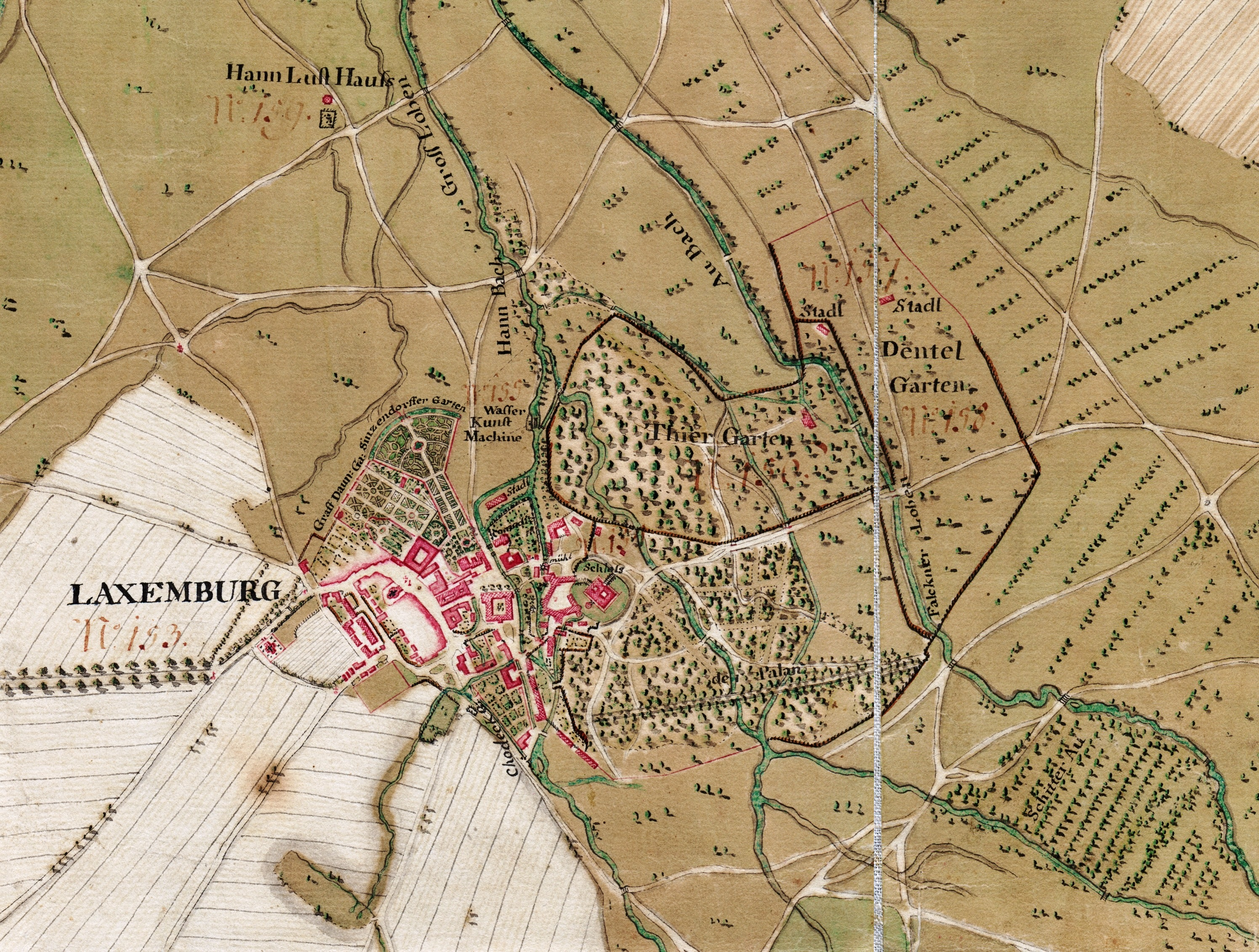
Karte von Laxenburg (Carte des environs de Schönbrun et ceux de Laxemburg, 1755, Norden ist links)

Bis zum Ende der österreichisch-ungarischen Monarchie war Laxenburg ein wesentlicher Aufenthaltsort der Habsburger. Diese Tradition begann schon mit Kaiser Karl VI. So wurde von Maria Theresia auch eine lange, durchgehende Allee von Schönbrunn, nämlich auf der Trasse der heutigen Schönbrunner Allee, nach Laxenburg errichtet. Die heute nicht mehr existierende Laxenburger Bahn wurde ebenfalls eigens für den kaiserlichen Hof zwischen der Südbahn in Mödling und Laxenburg errichtet.
Kaiser Franz Joseph I. und Kaiserin Elisabeth verbrachten 1854 ihre Flitterwochen in Laxenburg. Auch zwei ihrer vier Kinder – Gisela (1856–1932) und Kronprinz Rudolf (1858–1889) – wurden auf Schloss Laxenburg geboren. Der letzte Kaiser, Karl I., residierte 1917/1918 fast ständig in Laxenburg, weil er damit das von ihm persönlich geleitete Armeeoberkommando in Baden bei Wien ganz in der Nähe hatte und politische Kontakte pflegen konnte, ohne dauernd von Wienern beobachtet zu werden.
Um in der Nähe des Kaisers zu sein, bauten auch andere Adelige und hohe Beamte wie die Esterházy, Daun, Auersperg oder Chotek sich hier kleine Schlösser oder Villen, die aber durch laufende Erweiterungen der kaiserlichen Güter kaum noch vorhanden sind. Eines davon ist das Grüne Haus.
Bedeutung erlangte Laxenburg nochmals am Ende der Monarchie als gelegentliche Residenz Kaiser Karls I., der hier 1917 und 1918 u. a. Gesuche an ihn bearbeitete. Mit dem Ende der Monarchie ging die Verwaltung vom Habsburgisch-Lothringischen Familienfonds auf den Kriegsgeschädigtenfonds über. 1922 versuchte eine „Société Anonyme Chateau Laxenbourg“ das Gelände gewinnbringend zu vermarkten, was jedoch 1924 scheiterte. Laxenburg kam wieder an den Kriegsgeschädigtenfonds.
1938 wurde die Gemeinde Laxenburg samt Schloss an Groß-Wien als Teil des 24. Bezirks angeschlossen und der Blaue Hof und seine Nebengebäude dienten der deutschen Wehrmacht als Militärmagazin. Der Großteil der Möbel und Kunstgegenstände kamen in Wiener Museen. 1945 wurden das Schloss und weite Teile des Parks von der Sowjetarmee besetzt.
1955 war das Schloss in einem sehr schlechten Zustand. 1962 kam es zur Gründung der aus Vertretern Niederösterreichs und Wiens gebildeten „Schloss Laxenburg Betriebsgesellschaft mbH“ für Schloss und Park. Die landwirtschaftliche Gutsverwaltung blieb weiter in kommunaler Verwaltung der Stadt Wien.
Der Eintritt in den Park ist kostenpflichtig.

## Altes Schloss

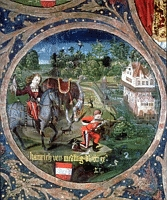
Herzog Heinrich der Jüngere von Mödling auf der Jagd in Laxenburg, Babenberger-Stammbaum (1492)

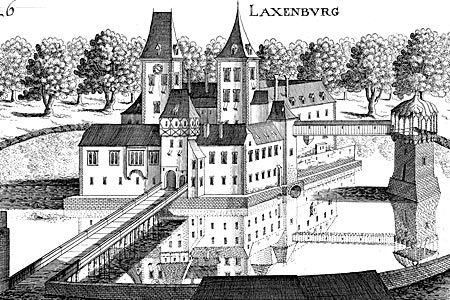
Altes Schloss mit Wassergräben (aus einem alten Stich)

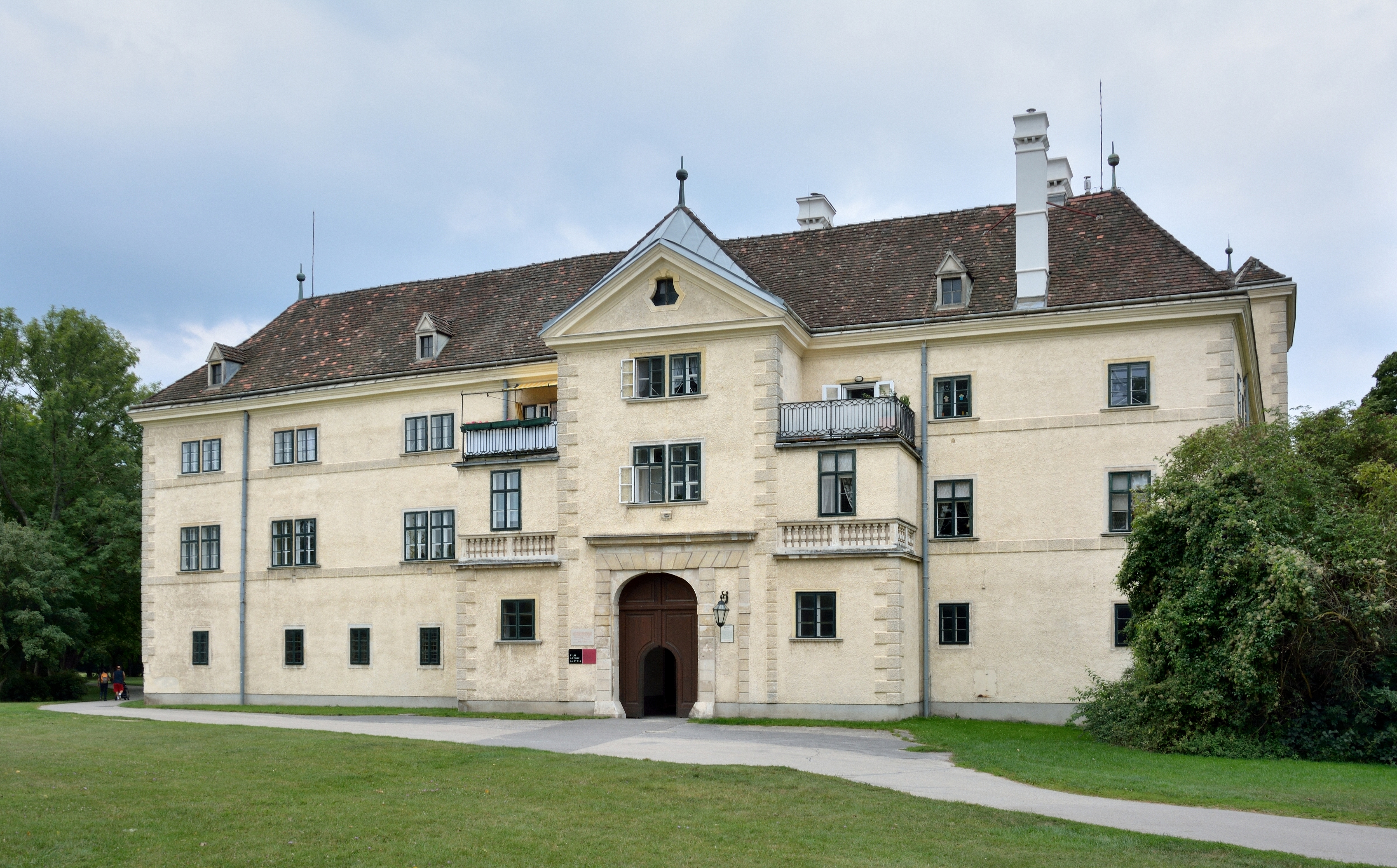
Altes Schloss, Nordostfassade

Der Schlosspark, der ein ausgedehntes Jagdgebiet war, stammt schon wie das alte Schloss (⊙) aus dem 13. Jahrhundert und war im Besitz der Herren von Lachsenburg. Als dieses Geschlecht im 14. Jahrhundert ausstarb, kamen die Besitzungen in die Hände der Habsburger. Albrecht III. baute das Jagdschloss um und aus. Später verfiel aber das Gebäude, bis es unter Leopold I. durch den Baumeister Lodovico Burnacini renoviert und barockisiert wurde. 1682 wurde im Schloss Laxenburg die Laxenburger Allianz geschlossen, ein Defensivbündnis mehrerer Reichsmächte gegen das offensive und expansionslustige Frankreich unter Ludwig XIV. Bei der Zweiten Türkenbelagerung wurde es nochmals zerstört, aber bereits 1693 wieder aufgebaut und um ein Geschoß erhöht. Im Laufe des 18. Jahrhunderts wurden die ursprünglichen Wassergräben zugeschüttet.
In einem Turm war eine Kapelle eingerichtet. Sie wurde bereits 1332 erwähnt. Laut Stiftsbrief wurde 1389 eine neue Kapelle errichtet. Statuen wurden aus der Kapelle am Leopoldsberg hierher gebracht. 1755 wurde die Kapelle barockisiert und die Einrichtung der Wiener Salesianerkirche St. Anna  hierher verbracht. Bis zum Ersten Weltkrieg diente das Schloss neben dem neuen Schloss als Frühlingsresidenz der Habsburger.
In den 1970er Jahren wurde das Gebäude inklusive der Kapelle durch die Laxenburg Betriebsgesellschaft nach den Schäden, die im Krieg und in der Nachkriegszeit entstanden, gründlich renoviert. Im Alten Schloss befindet sich seit 1970 ein Teil des Filmarchivs Österreich. Die Kapelle wird heute für Konzerte, Hochzeiten und andere Festlichkeiten genutzt.

## Blauer Hof oder Neues Schloss

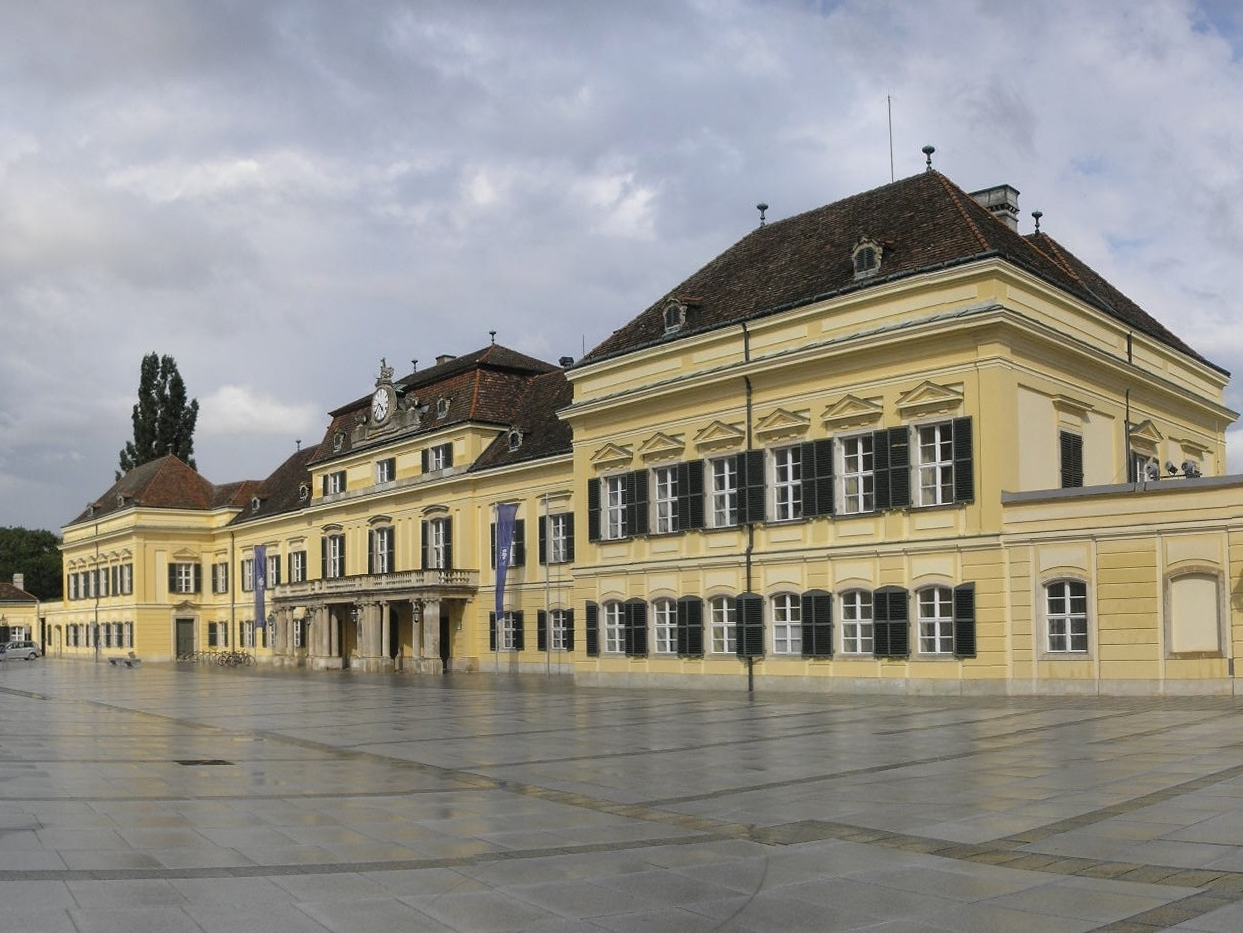
Blauer Hof

Erwähnt wurde der Blaue Hof (bzw. auch Neues Schloss genannt) (⊙) das erste Mal im Jahr 1544 als Freihof. Besitzer war Melchior Arguello. Bis es von seinem Besitzer, Reichsvizekanzler Friedrich Karl von Schönborn, zwischen 1710 und 1720 ausgebaut wurde, wechselte das Gebäude mehrmals die Besitzer. So erhielt der Freihof seinen Namen nach einem dieser Besitzer, nämlich Sebastian von Ploenstein (Blauenstein). Der Ausbau erfolgte durch den Architekten Lucas von Hildebrandt. Spätere Besitzer waren Graf Adolf Metsch, Mitglieder des Geschlechts der Grafen Daun. 1762 kam es in den Besitz Maria Theresias und der Plauensteiner-Hof wurde weiter großzügig ausgebaut durch den Hofarchitekten Nikolaus Pacassi. Der Ausbau in den Jahren 1765 bis 1767 wurde nicht zuletzt durch den Familienzuwachs (16 Kinder) im Hause Habsburg-Lothringen  notwendig. Um 1774 wurde auf den Osttrakt des Blauen Hofes das Belvedere aufgesetzt, das im Inneren mit illusionistischen Malereien ausgestattet ist, wobei die ausführenden Künstler nicht dokumentiert sind, aber Josef Pichler, Vinzenz Fischer oder Johann Wenzel in Frage kommen. Außerdem wurde von Pacassi noch der Speisesaaltrakt und das Schlosstheater erbaut. In der Säulenhalle und der großen Stiege wurde harter Kaiserstein verwendet. Im Blauen Hof wurde 1858 Kronprinz Rudolf geboren.
Gleich zu Beginn des Ersten Weltkrieges wurde von Kaiser Franz Joseph angeordnet, dass der Blaue Hof als Lazarett zu verwenden ist. Auf Anordnung Kaiser Karls I. wurde der k.u.k. Hof am 15. März 1917 von Schloss Schönbrunn in den Blauen Hof von Laxenburg verlegt, wo er bis zum Umzug ins Kaiserhaus in Baden am 6. Februar 1918 blieb.
In der Besatzungszeit nach dem Zweiten Weltkrieg war der Blaue Hof eine Kommandostelle der Roten Armee. (Niederösterreich gehörte bis 1955 zur sowjetischen Besatzungszone.)
Heute sind weder der Speisesaaltrakt noch das Schlosstheater öffentlich zugänglich, sie werden von der IIASA verwaltet und als Konferenzzentrum genutzt.

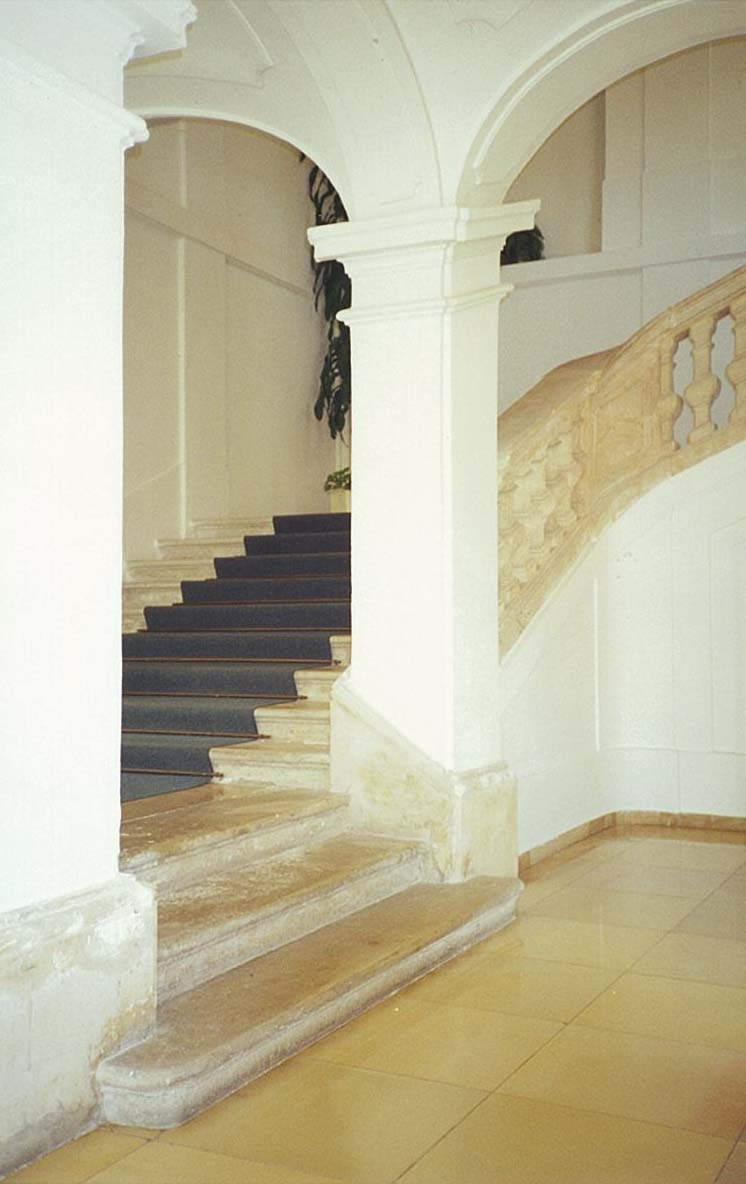
Seitlicher Aufgang
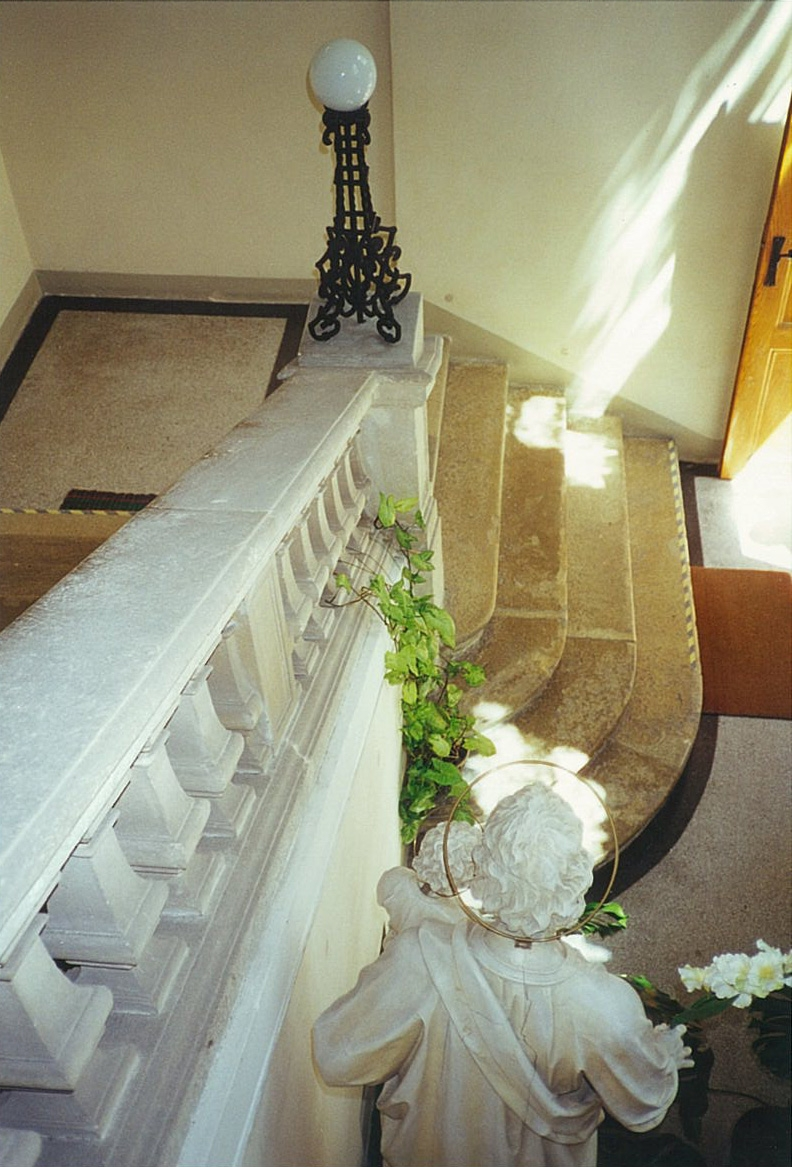
Aus Kaiserstein gefertigte Stiege im ehemaligen Palais Kaunitz
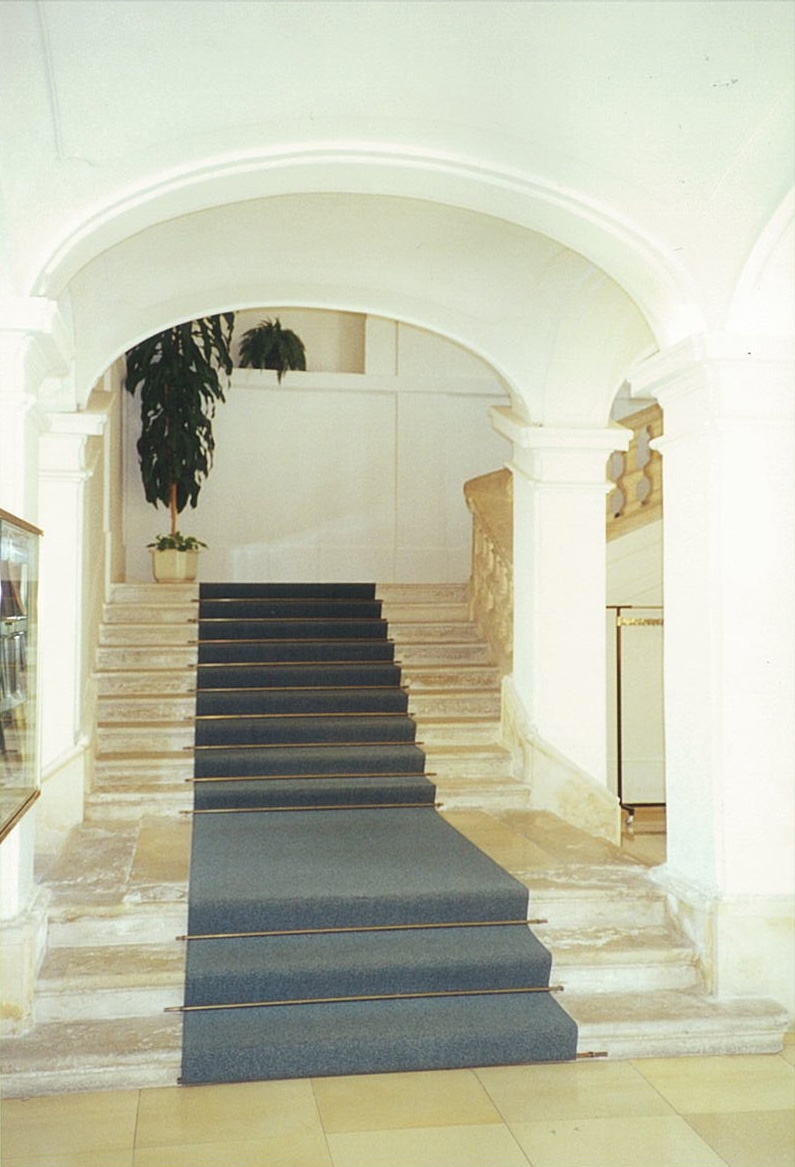
Prunktreppe
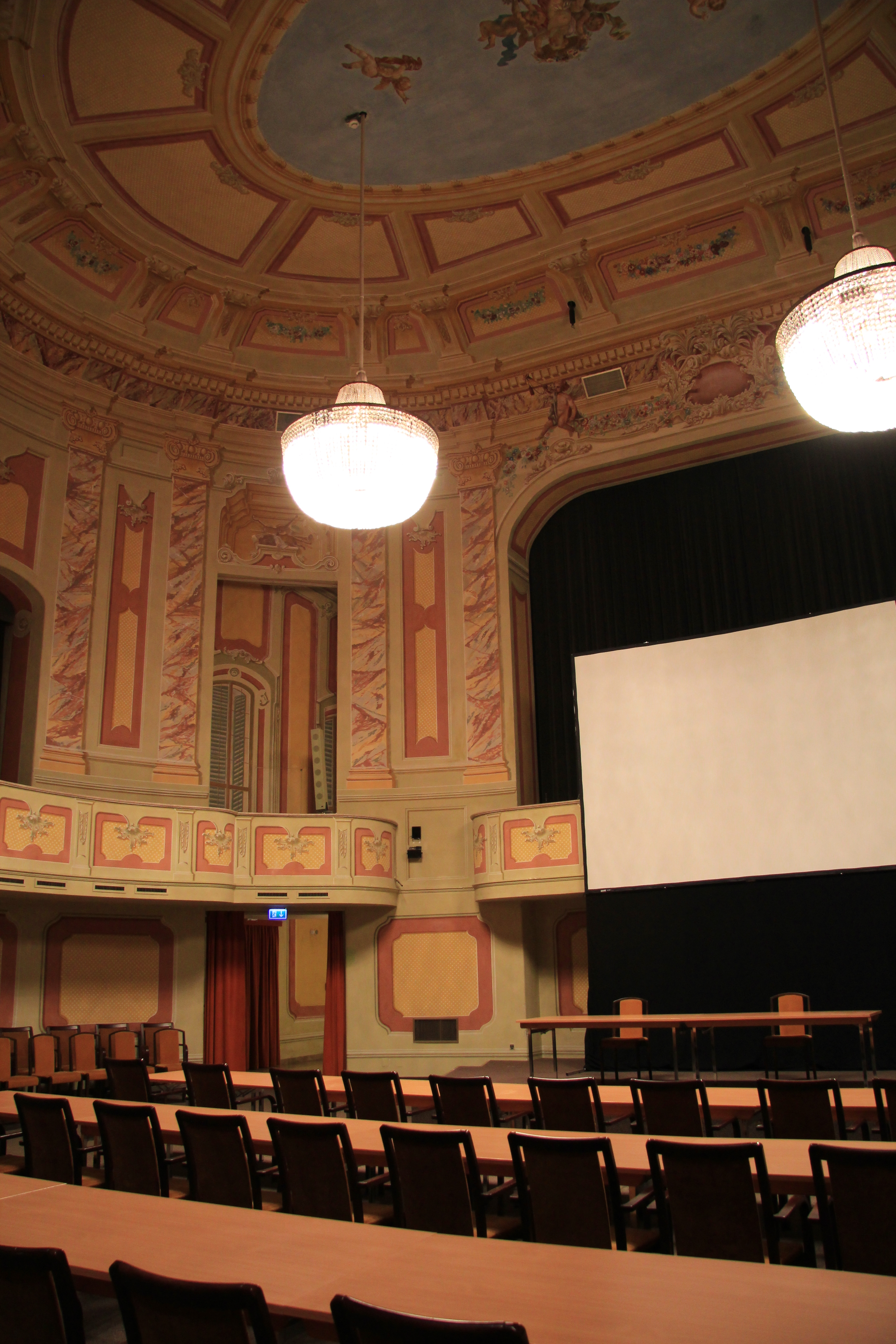
Schlosstheater Laxenburg
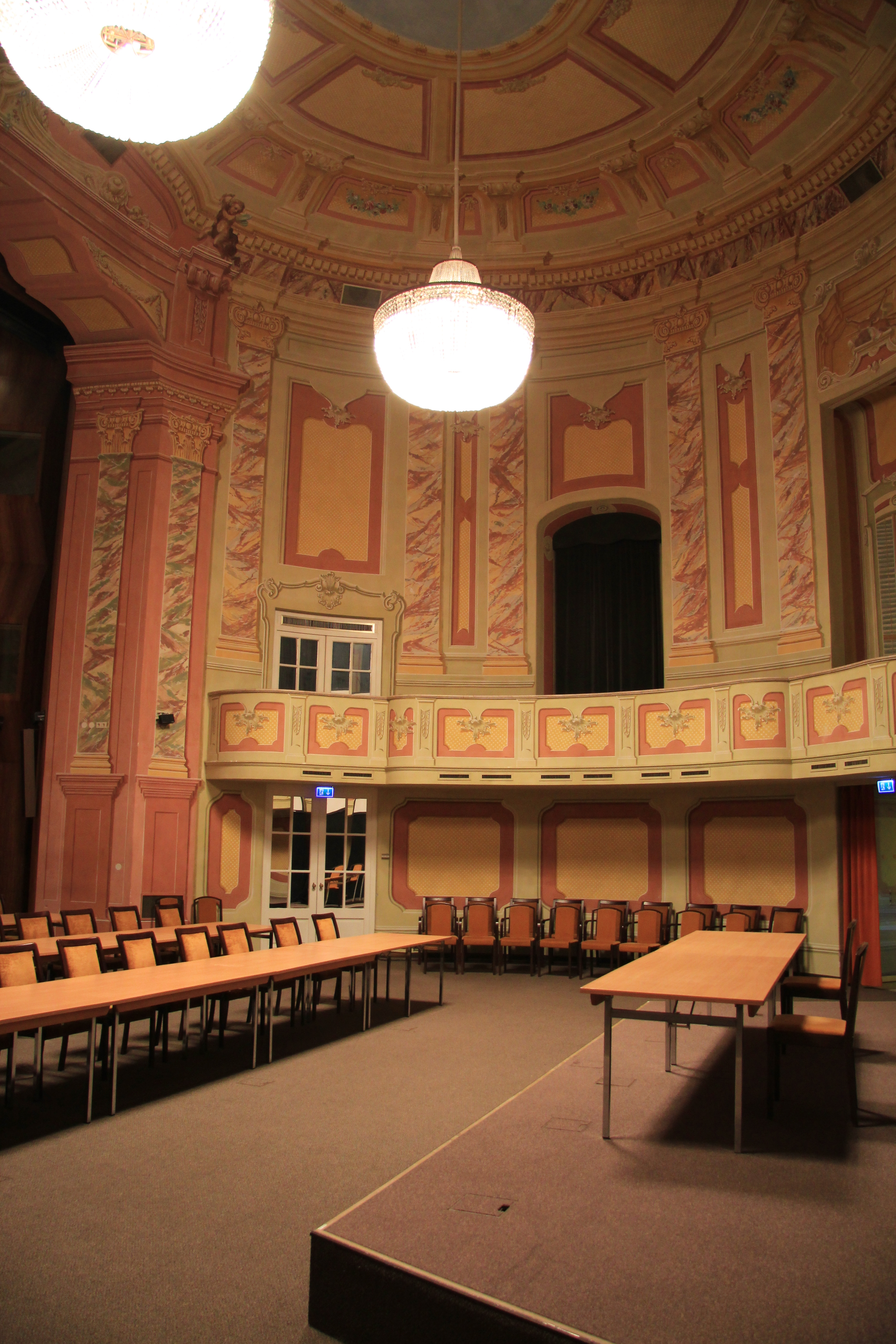
Schlosstheater Laxenburg

## Franzensburg
Im Schlossteich befindet sich eine Insel, auf der 1801 bis 1836 die nach Kaiser Franz II. bzw. I. benannte Franzensburg (⊙) errichtet wurde.
Die Insel ist Richtung Süden mit dem „Festland“ durch eine Eisenbrücke verbunden. In Richtung Norden besteht im Sommer eine Fährverbindung, im Winter eine Pontonbrücke.
Zudem befinden sich im Schlossteich weitere bewaldete Inseln.

## Schlosspark

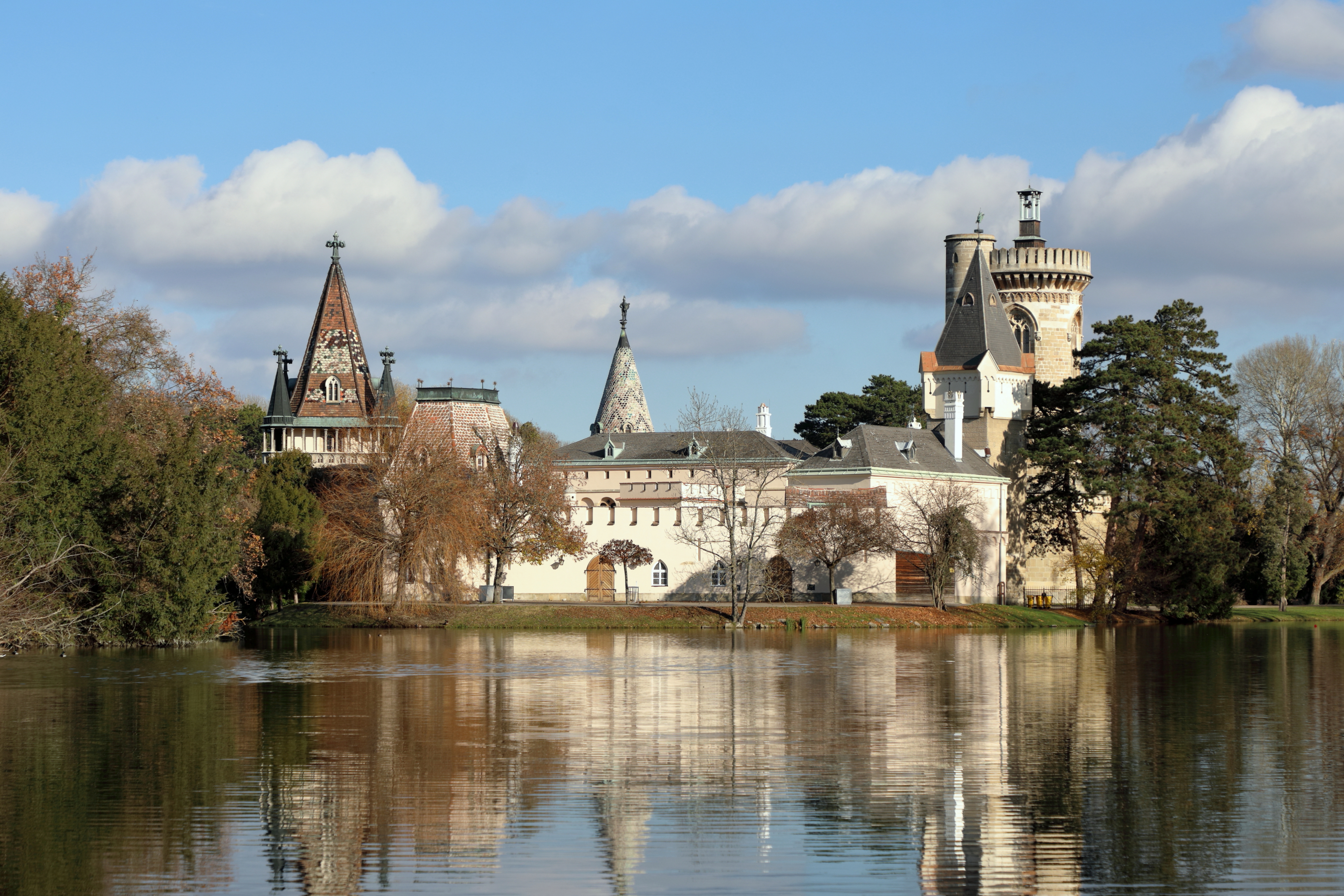
Franzensburg

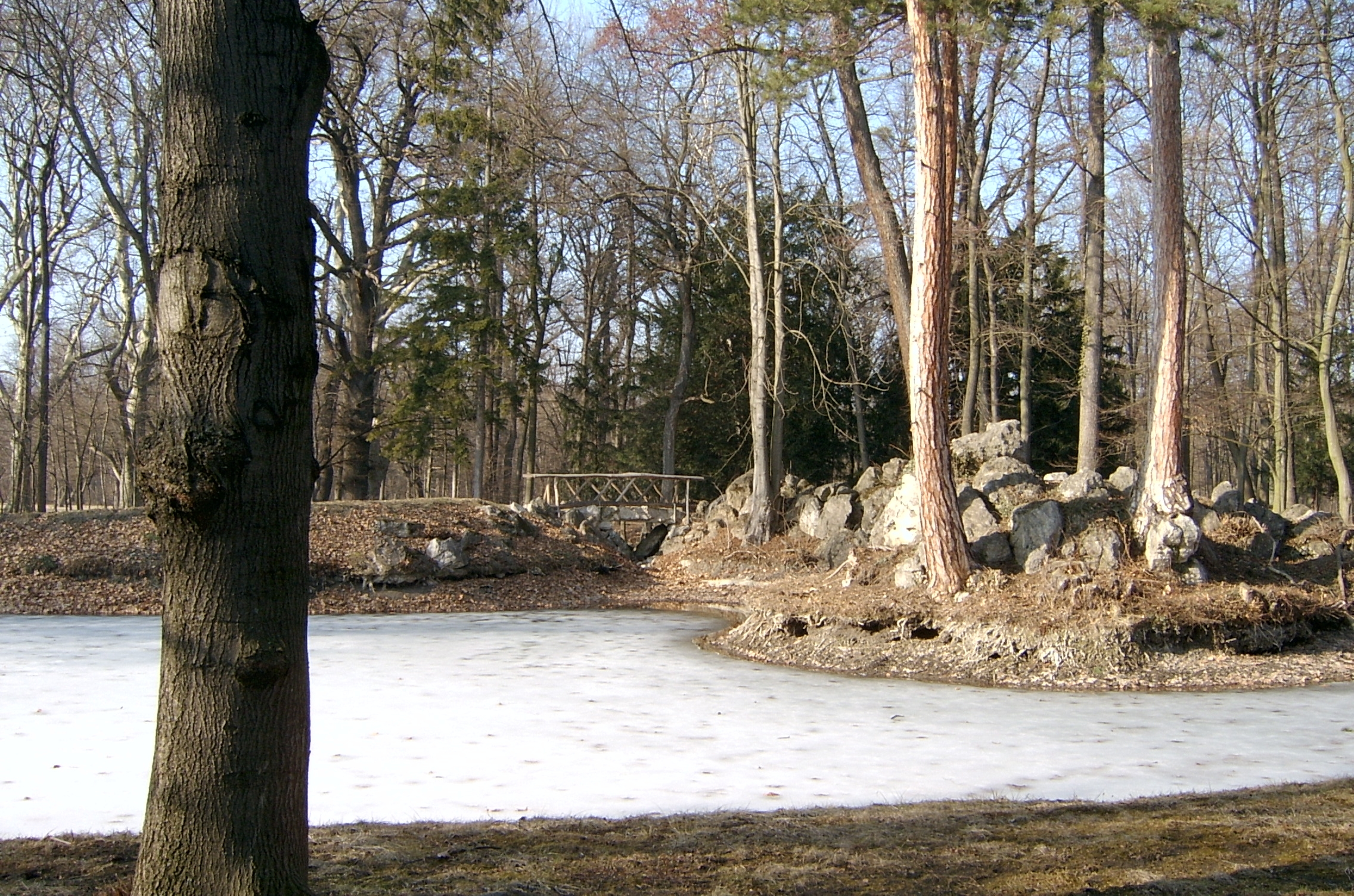
Schlosspark zur Winterzeit

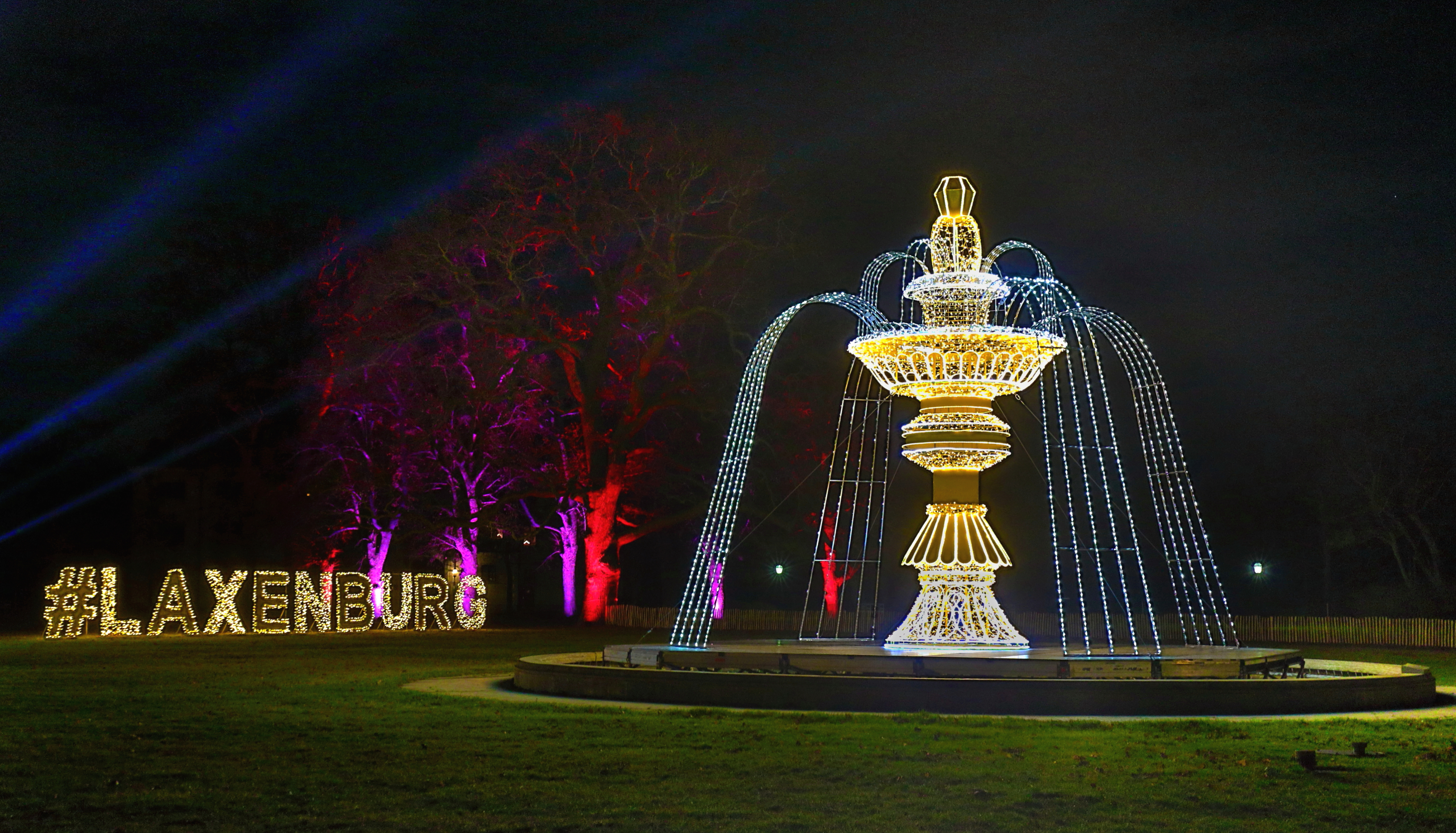
Illuminierter Springbrunnen beim Haupteingang des Schlossparkes im Zuge der Illumina (2022)

Nach 1780 wurde unter Kaiser Joseph II., dem Sohn Maria Theresias, der 280 ha große Schlosspark, anders als der im französischen Stil beibehaltene Schönbrunner Schlosspark, in einen englischen Landschaftsgarten umgestaltet. Ab Mitte der 1790er Jahre wurde unter Franz II./I. der Rittergau angelegt. Dieses Areal des Parks zeichnet sich besonders durch den romantischen, englischen Gartenstil aus, mit verschlungenen Wegen sowie Teichen und Wasserläufen. Ausgestattet wurde der Rittergau mit Bauten im neomittelalterlichen Stil. Das markanteste Kennzeichen des Schlossparks ist der 25 ha große Schlossteich mit der nach Kaiser Franz II./I. benannten Franzensburg im Zentrum.
Obwohl der Schlosspark nahe der Schwechat liegt, wird er vor allem von Münchendorf her von der Triesting bewässert. Von dort führt ein 1801 errichteter Kanal unter der auf einer Kanalbrücke geführten Schwechat zum Teich. Ein weiterer Zufluss ist der Heidbach, der auch den Badener Mühlbach aufnimmt. Der Abfluss des Teiches führt als Lobenbach in die Schwechat unweit der Triestingmündung.
Unter den zahlreichen Eichen befindet sich auch die 200 bis 300 Jahre alte liegende Eiche (⊙).
Neben den bereits erwähnten Schlössern befinden sich noch zahlreiche historische Bauten, wie
- das Grüne Lusthaus (⊙)
- der Concordiatempel (⊙)
- der Turnierplatz (⊙)
- das Haus der Laune (⊙), das vom Architekten Johann Ferdinand Hetzendorf von Hohenberg erbaut wurde, heute aber nur als Ruine besteht,
- die Felsengrotte (⊙), wo eigentlich ein Modell der Habsburg gebaut werden sollte, aber nie verwirklicht wurde,
- die Rittergruft (⊙) und die Rittersäule,
- die Hofeiskeller, sie dürften zur Eisgewinnung aus dem Teich gedient haben (⊙),
- die Kolossalbüste von Kaiser Franz I. (⊙)
- und der rund 200 Jahre alte Taubenschlag (⊙) im Schlossareal.

Bis vor einigen Jahren war am Rand des Parks ein Erholungszentrum sowie ein Campingplatz eingerichtet. Heute gehört der Park zu den sehr beliebten Ausflugszielen der Wiener Stadtbevölkerung, er eignet sich für ausgedehnte Spaziergänge und am Teich werden Bootsfahrten angeboten.
Das Haus der Laune wurde um 1798 errichtet und verfügte ursprünglich über einen komplexen Grundriss mit einem achteckigen Kernbau und vier niedrigen Flügelbauten mit zahlreichen dekorativen Elementen. Im Jahr 1809 wurde es bei kriegerischen Auseinandersetzungen stark beschädigt. Der Charakter des Gebäudes ging aufgrund der Renovierungsarbeiten im Jahr 1814 verloren, da es mit einer einfachen, frühklassizistischen Fassade versehen wurde. Im Zweiten Weltkrieg wurde es abermals stark beschädigt, wodurch nur noch die Grundmauern erhalten blieben die im Laufe der Jahrzehnte dem Verfall durch Witterungseinflüsse ausgesetzt waren. In den Jahren 2019 und 2020 erfolgte die Restaurierung der Ruine bei der unter anderem ein Schutzdach auf der Mauerkrone aufgesetzt worden ist.
An der Sommerwiese am Goldfischteich (⊙) stand einst die chinesische Brücke samt Pavillon, ein Werk von Hetzendorf. Nur noch die Steinbasis besteht.
Auf der Marianneninsel errichtete Kaiser Ferdinand I. (reg. 1835–1848) seiner Gattin Maria Anna einen Tempel (⊙), heute eine Ruine.
Der Forstmeisterkanal wurde im 18. Jahrhundert angelegt. Das Fischerdörfl, ein ländliches Hameau, steht nicht mehr. Eine Brücke bewahrt den Namen. Hier kreuzt der Forstmeisterkanal die Münchendorfer Achse. Die Große Kaskade markiert das Ende des Forstmeisterkanals. Der Schlossteich ist mit 25 ha Fläche der größte seiner Art in Österreich. Hier ruderten Kaiser und Könige und der Hofstaat.
An der Längsachse des barocken sogenannten Waldsterns steht ein achteckiger Pavillon der Jagdgöttin Diana zu Ehren, heute als Grünes Lusthaus bekannt. Dieser Pavillon aus der Zeit um 1760 war ein Lieblingsaufenthaltsort der Kaiserin Maria Theresia, die hier des Öfteren Karten spielte. Der Pavillon ist in der Treillagearchitektur (Laubengangarchitektur) errichtet.
Der Concordiatempel ist ein Rundtempel mit korinthischen Säulen. Akanthusblätter zieren die Säulen.
Die Kolossalbüste von Kaiser Franz I. wurde von Giovanni Battista Comolli im Auftrag der Stadt Mailand geschaffen und 1836 im Schlosspark aufgestellt. (Die Lombardei gehörte bis 1859 zum Kaisertum Österreich.)

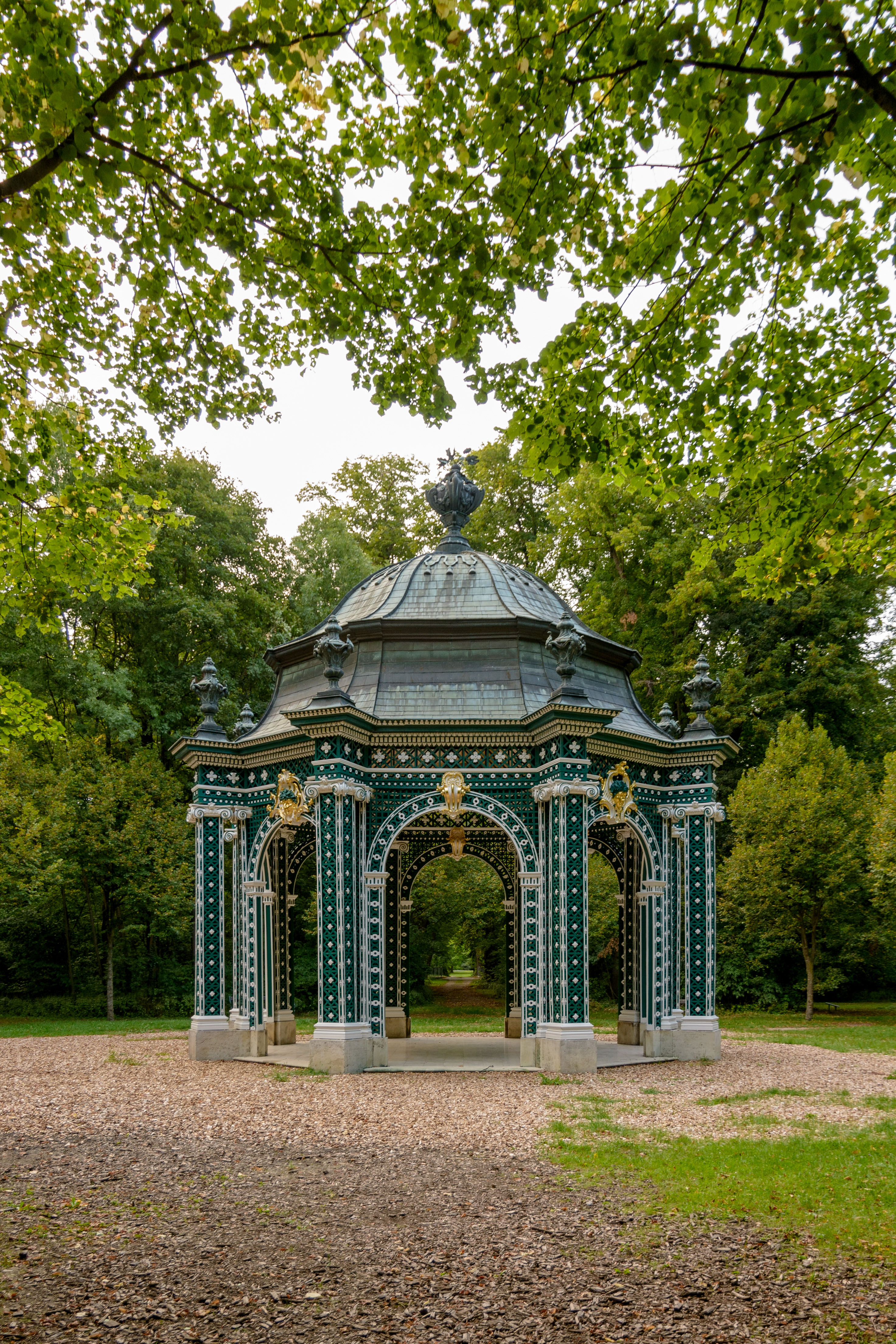
Diana-Tempel
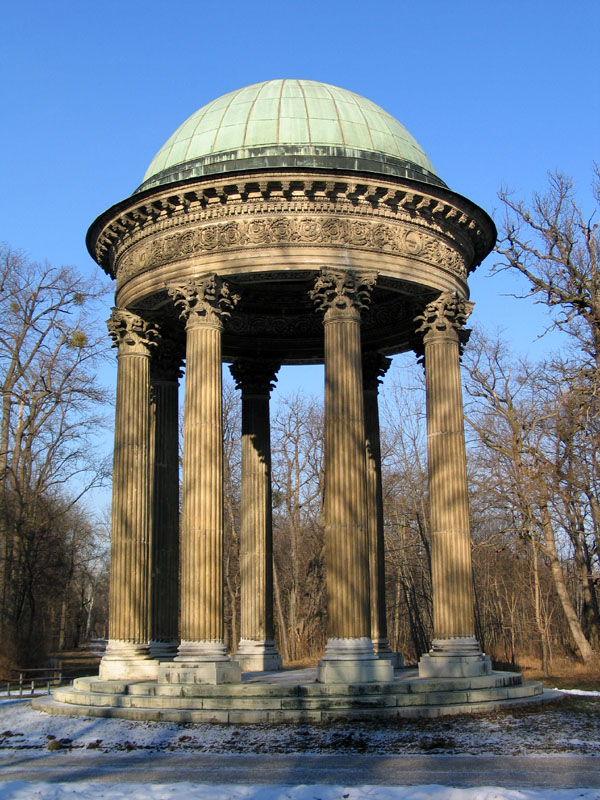
Concordia-Tempel
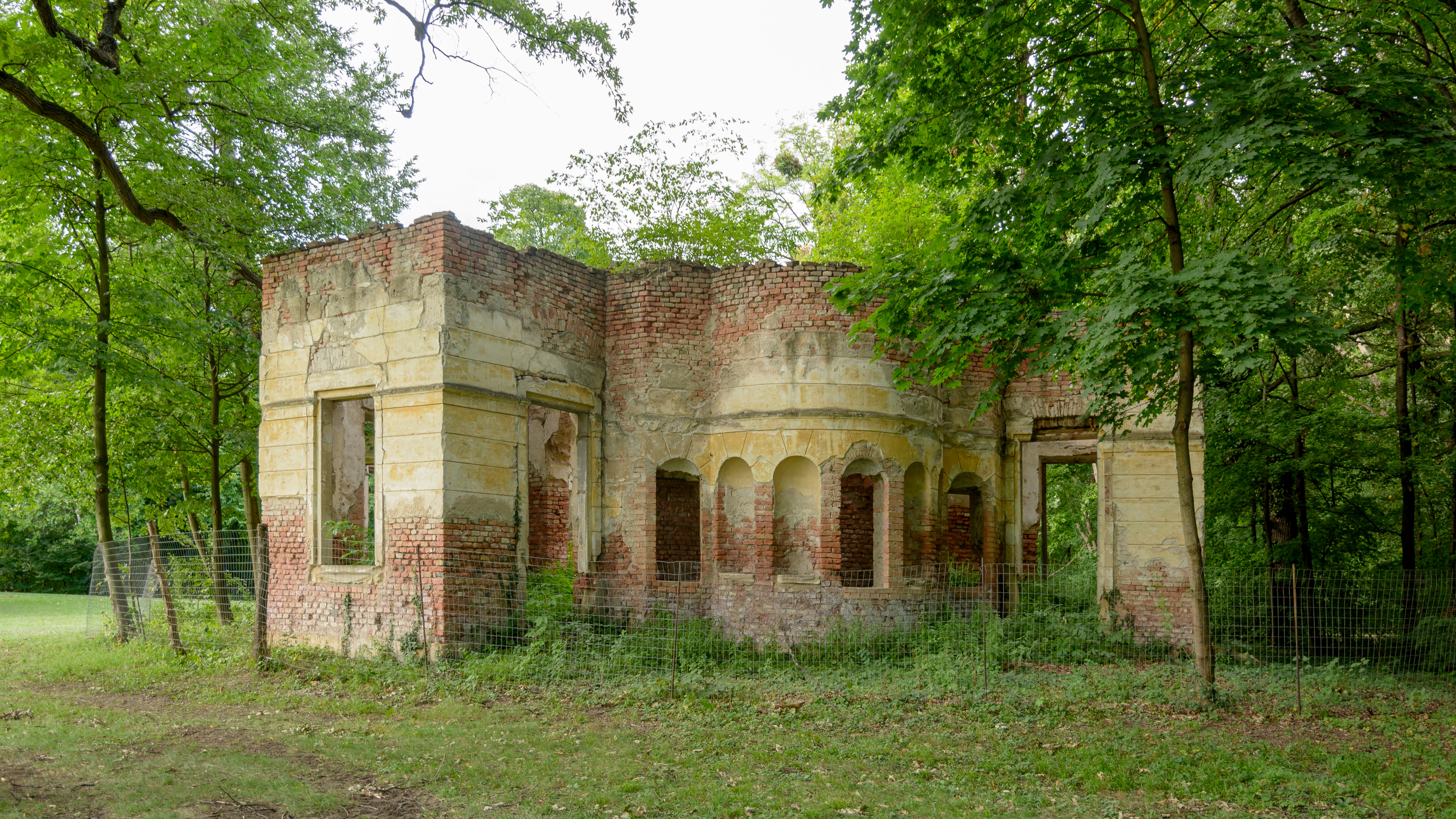
Haus der Laune (2017)
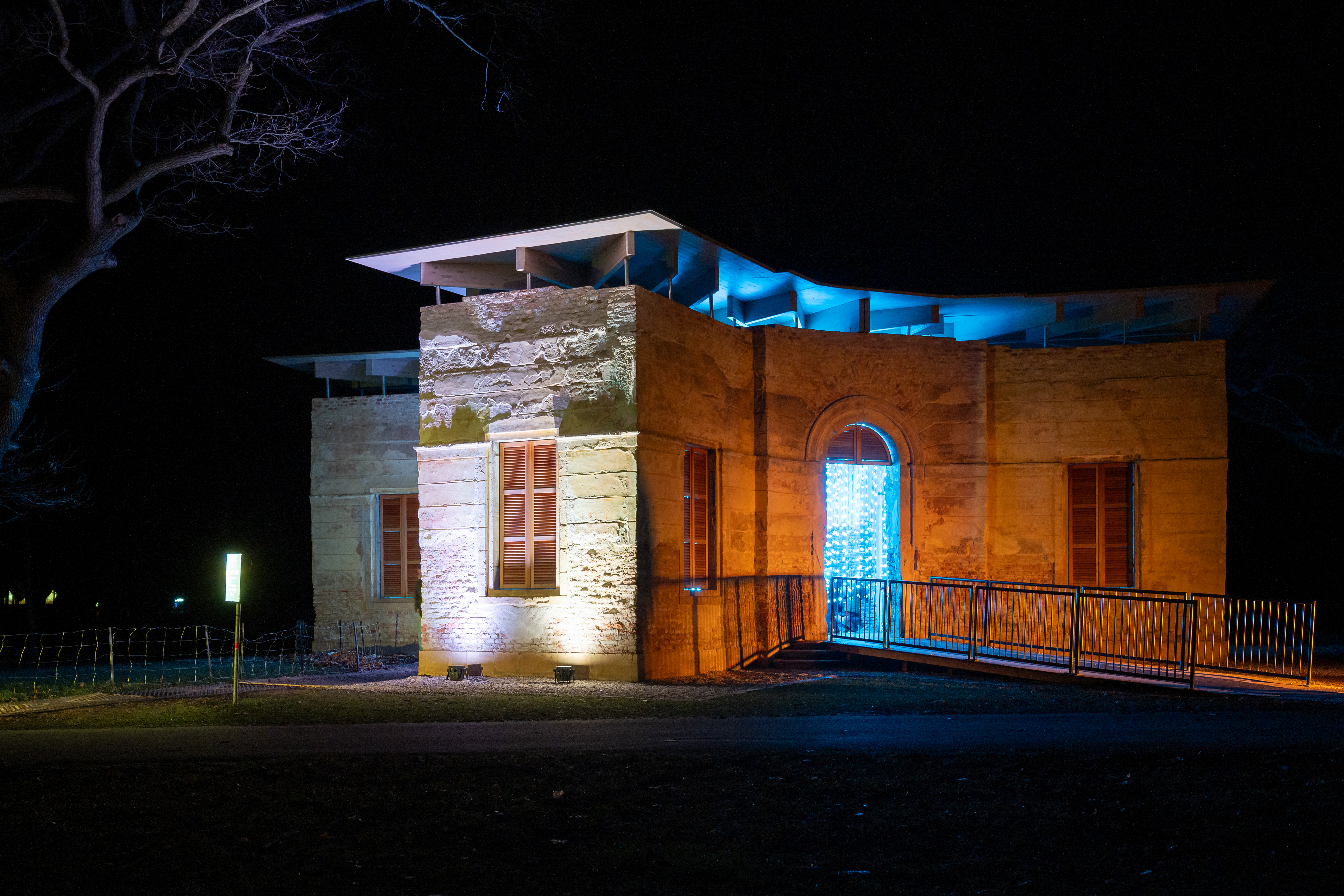
Haus der Laune (2024)
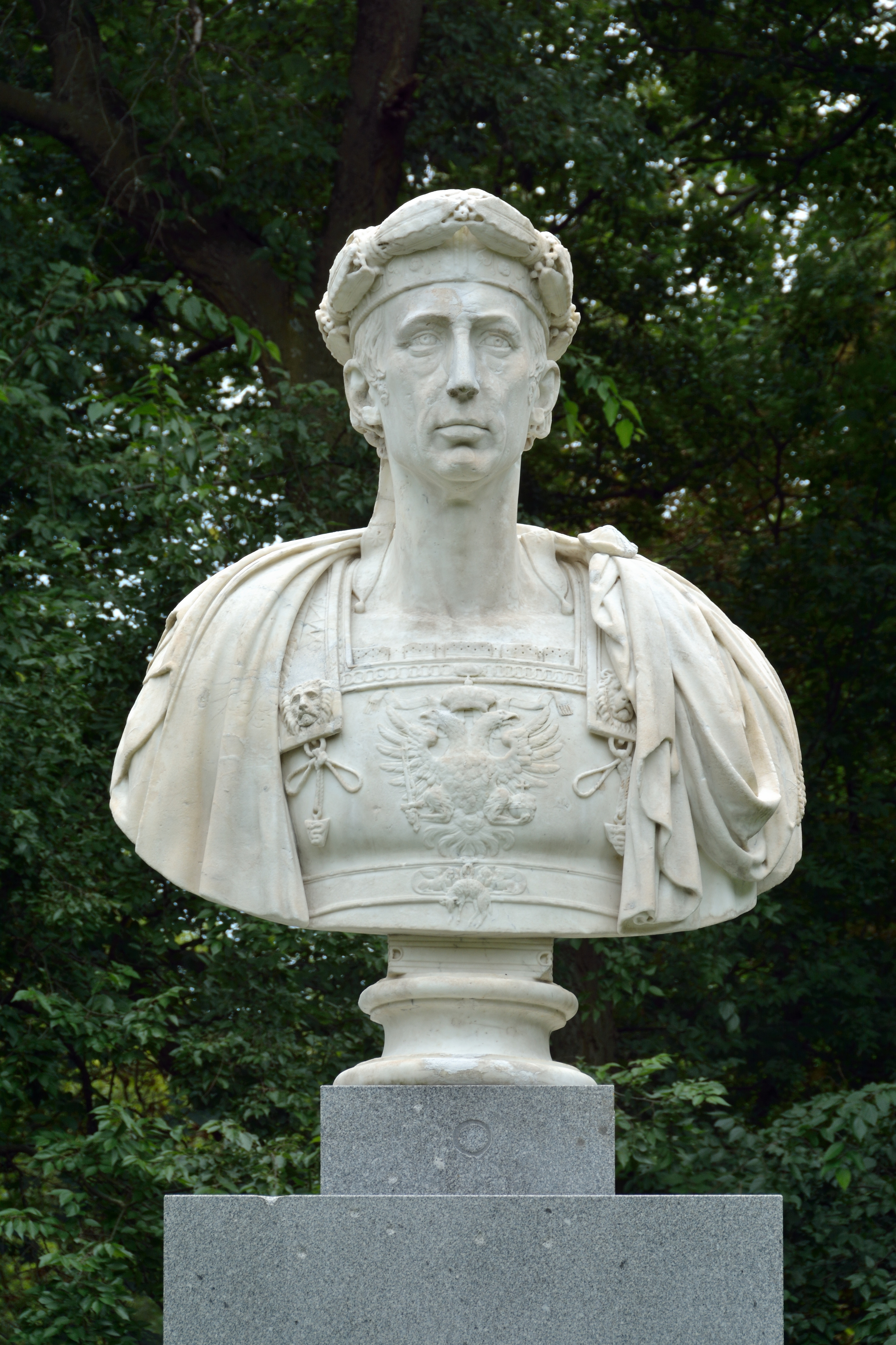
Büste von Kaiser Franz I.
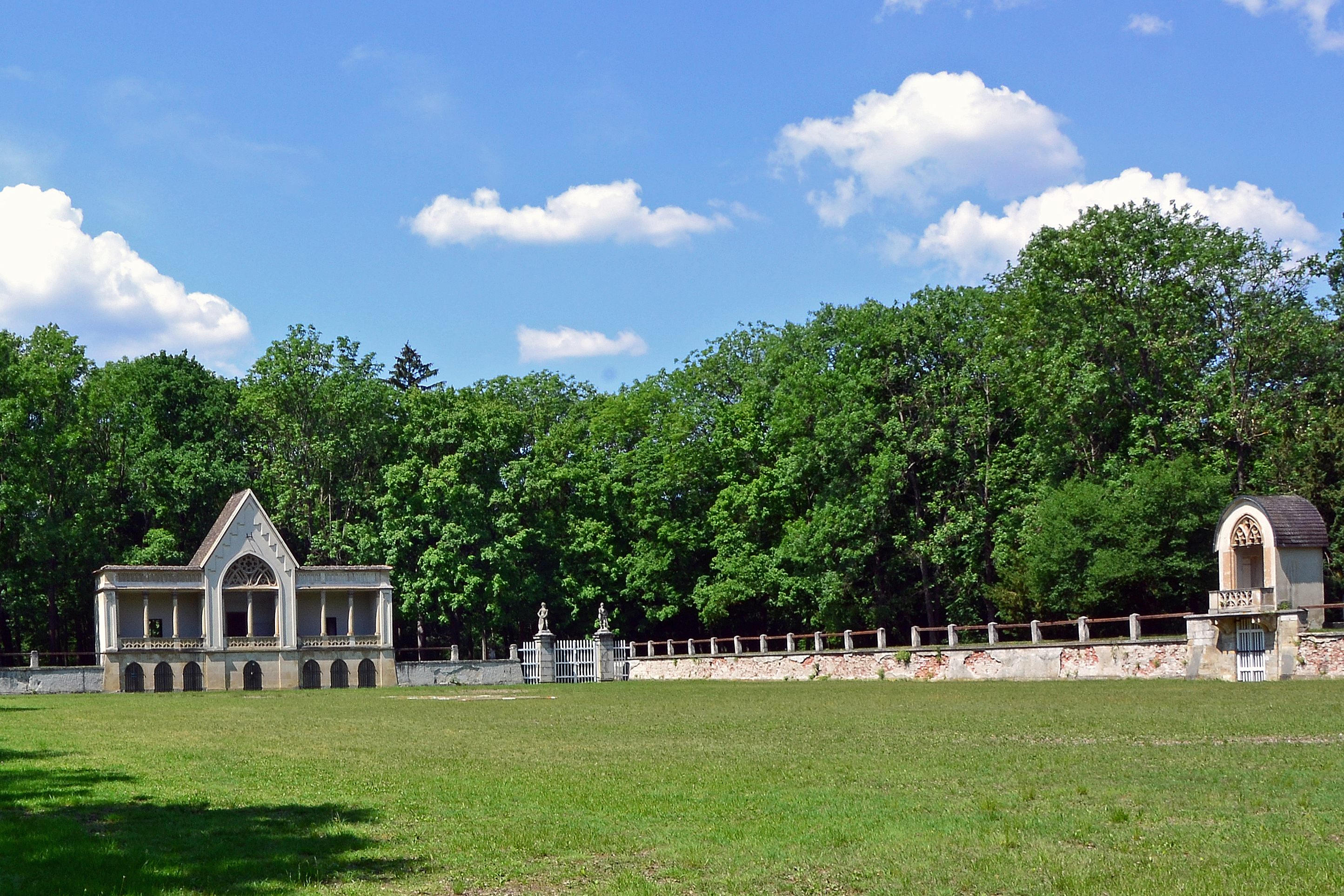
Turnierhof mit Kaiserloge, Richterlogen und Zuschauertribünen
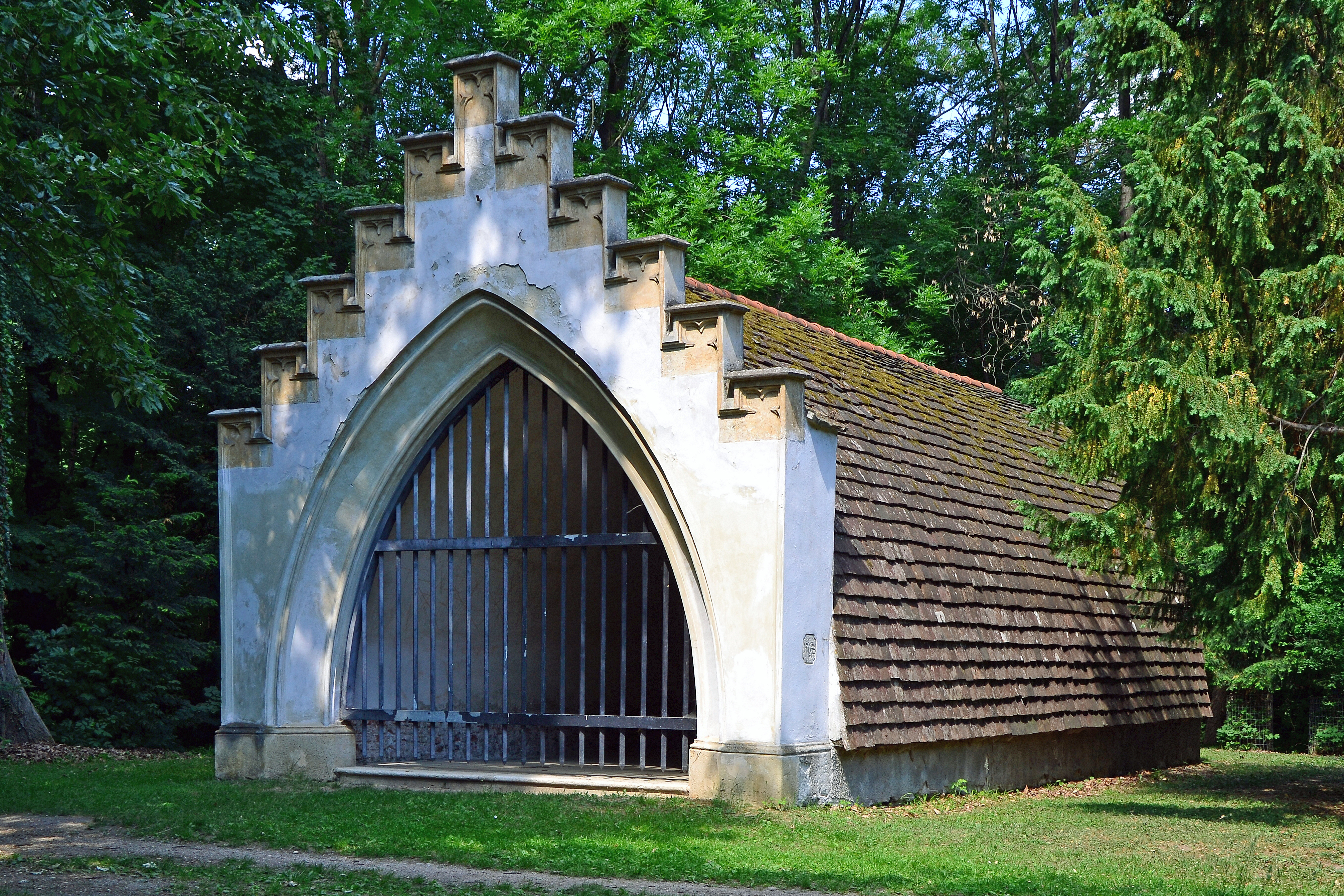
Rittergruft
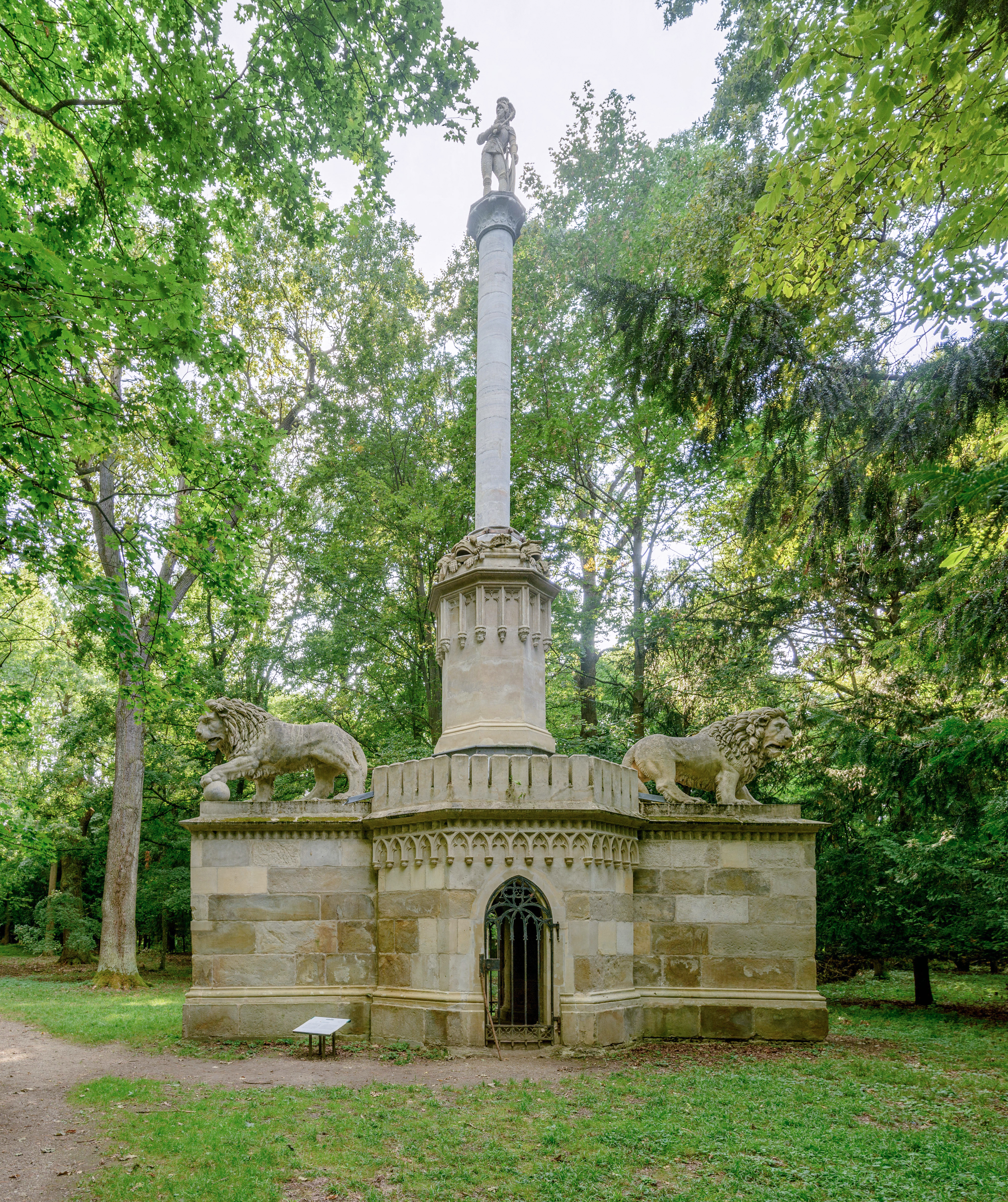
Rittersäule
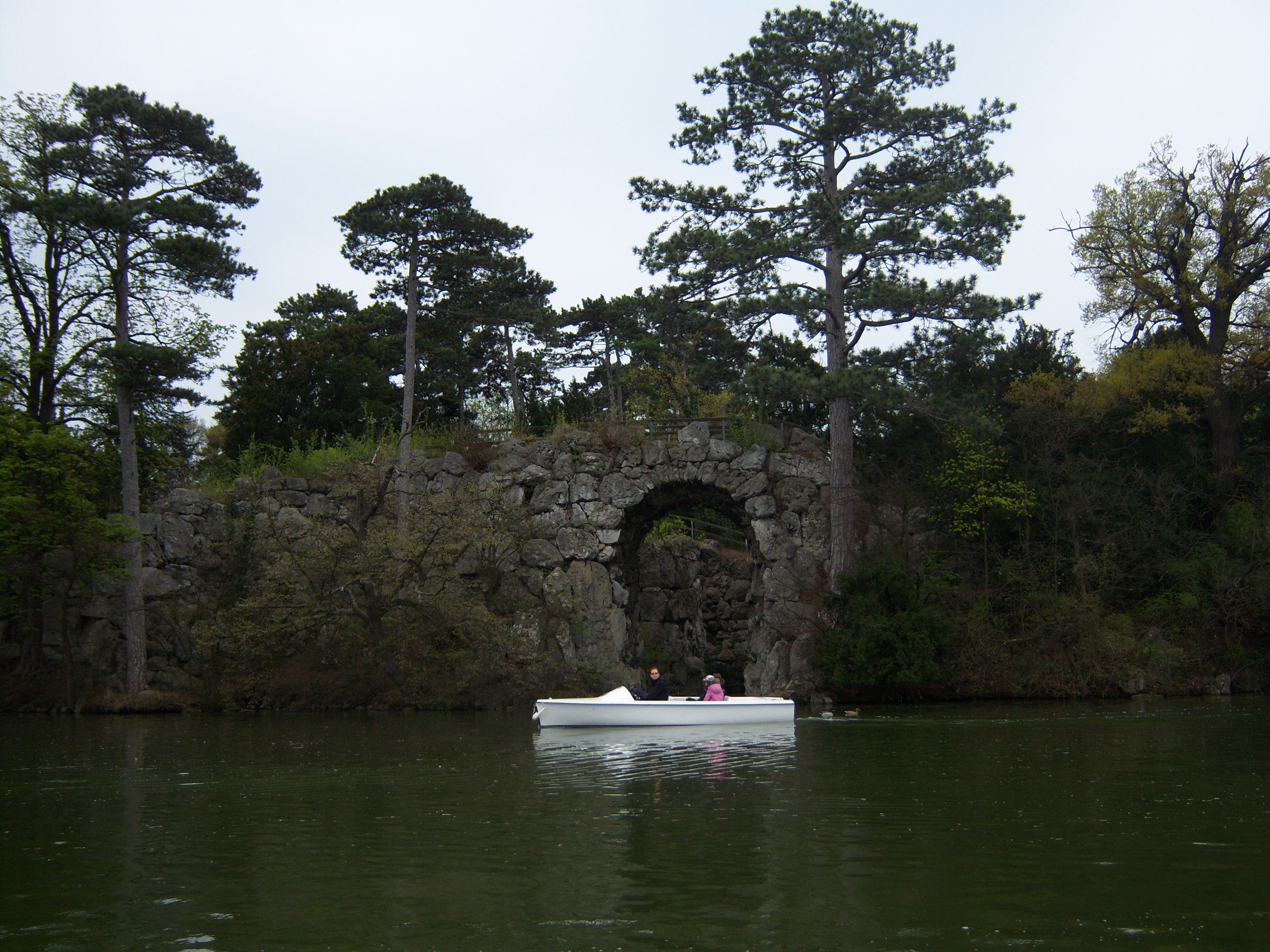
Grotte
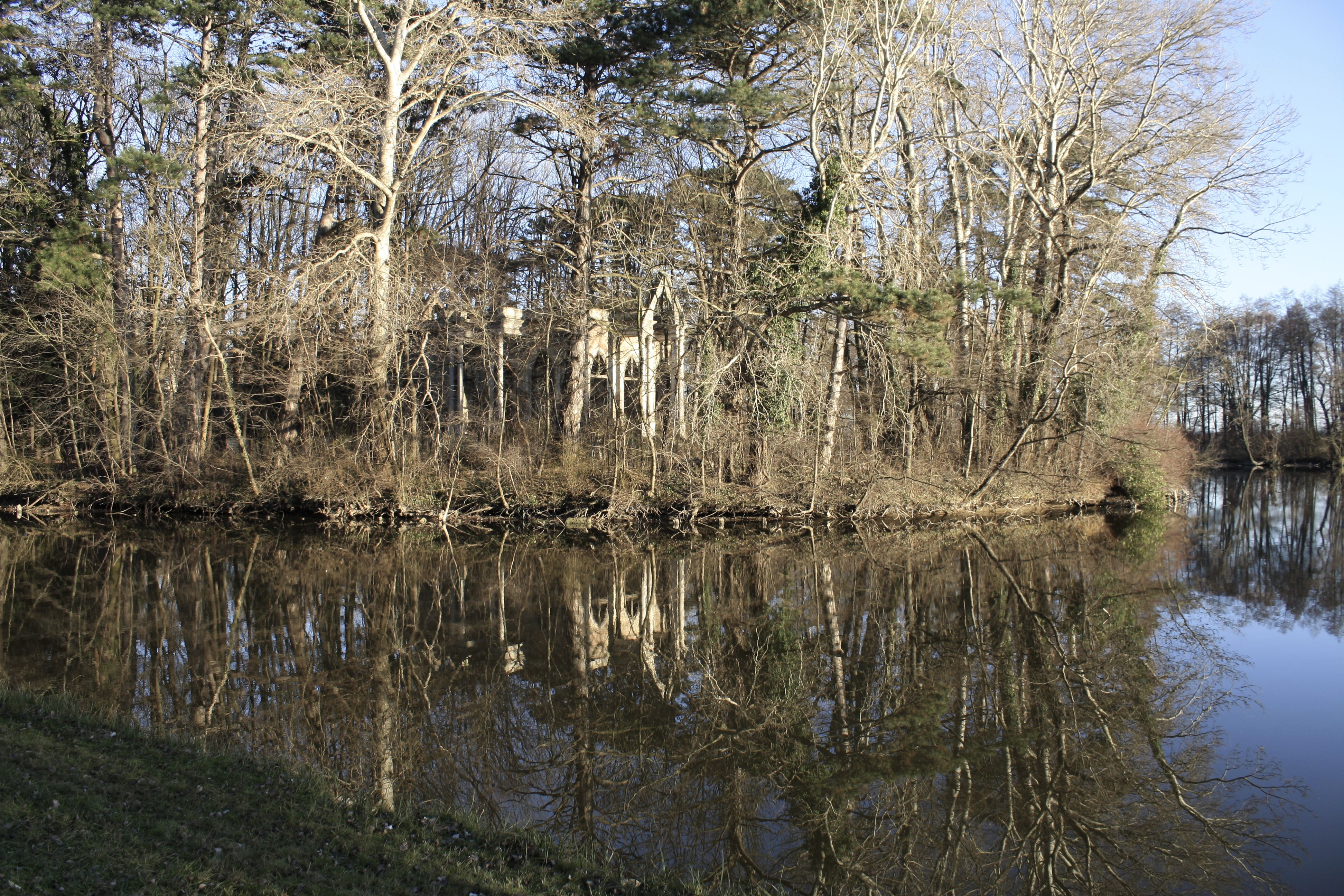
Marianneninsel mit Tempelruinen
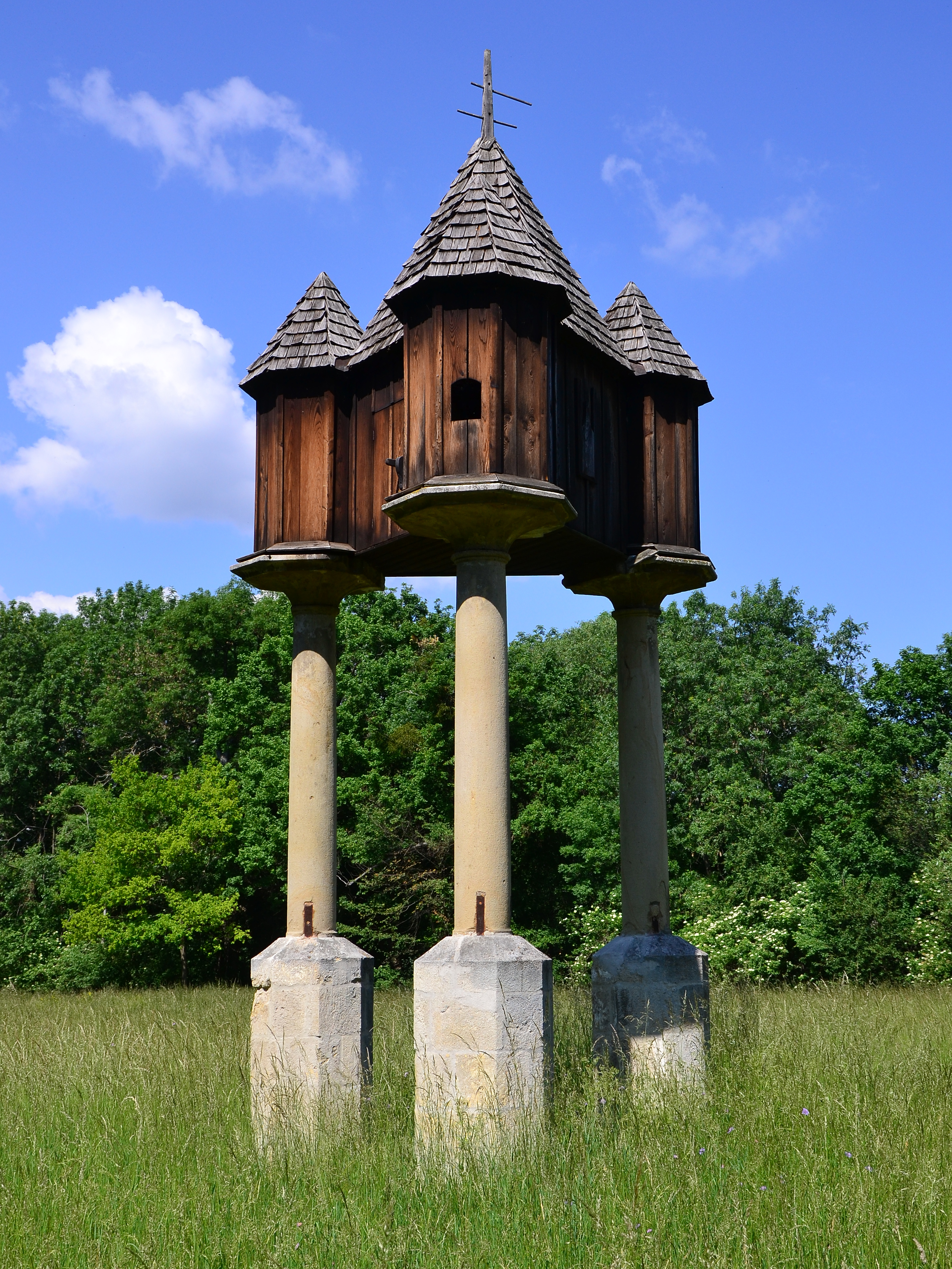
Taubenschlag
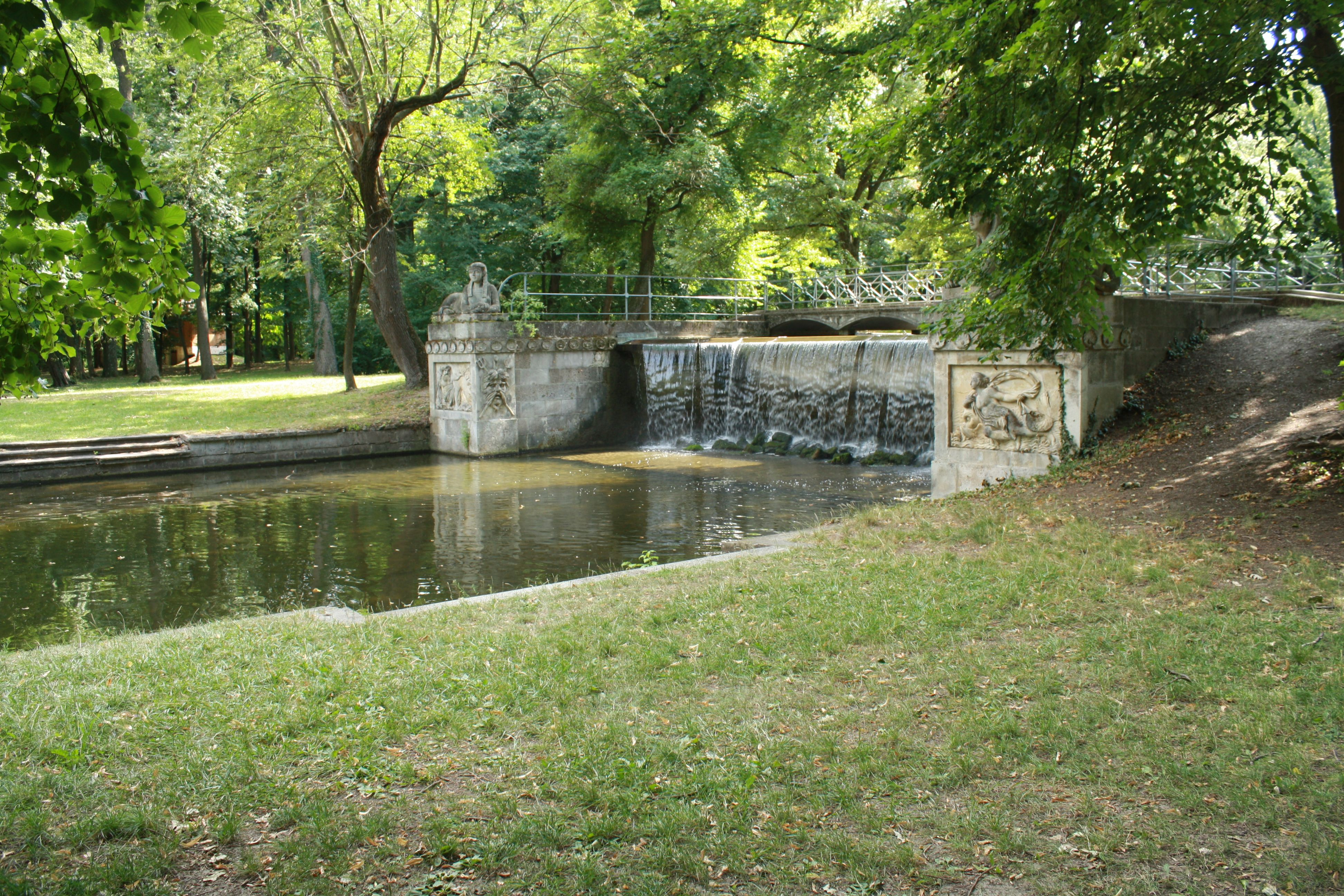
Große Kaskade mit Brücke
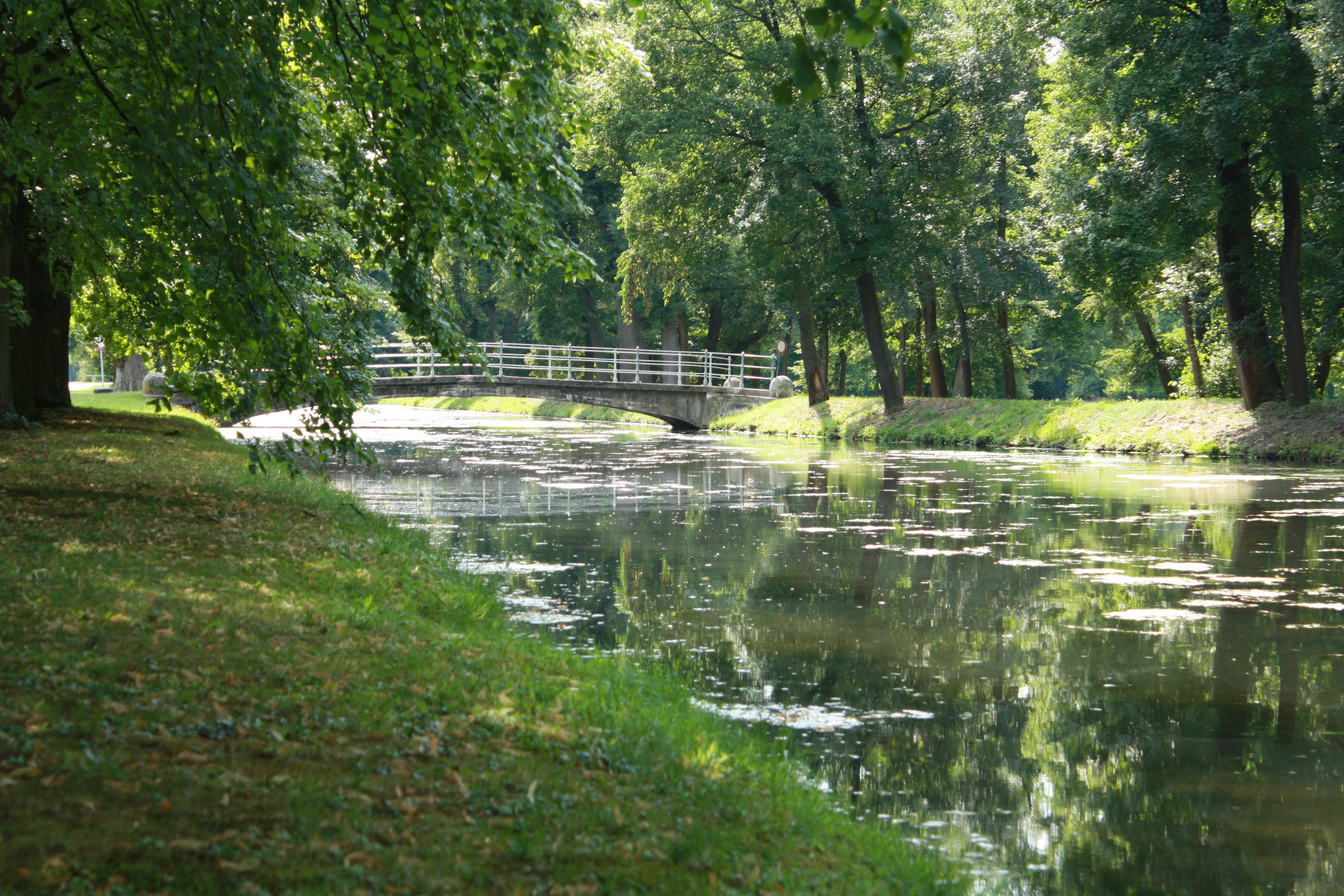
Fischerdörflbrücke
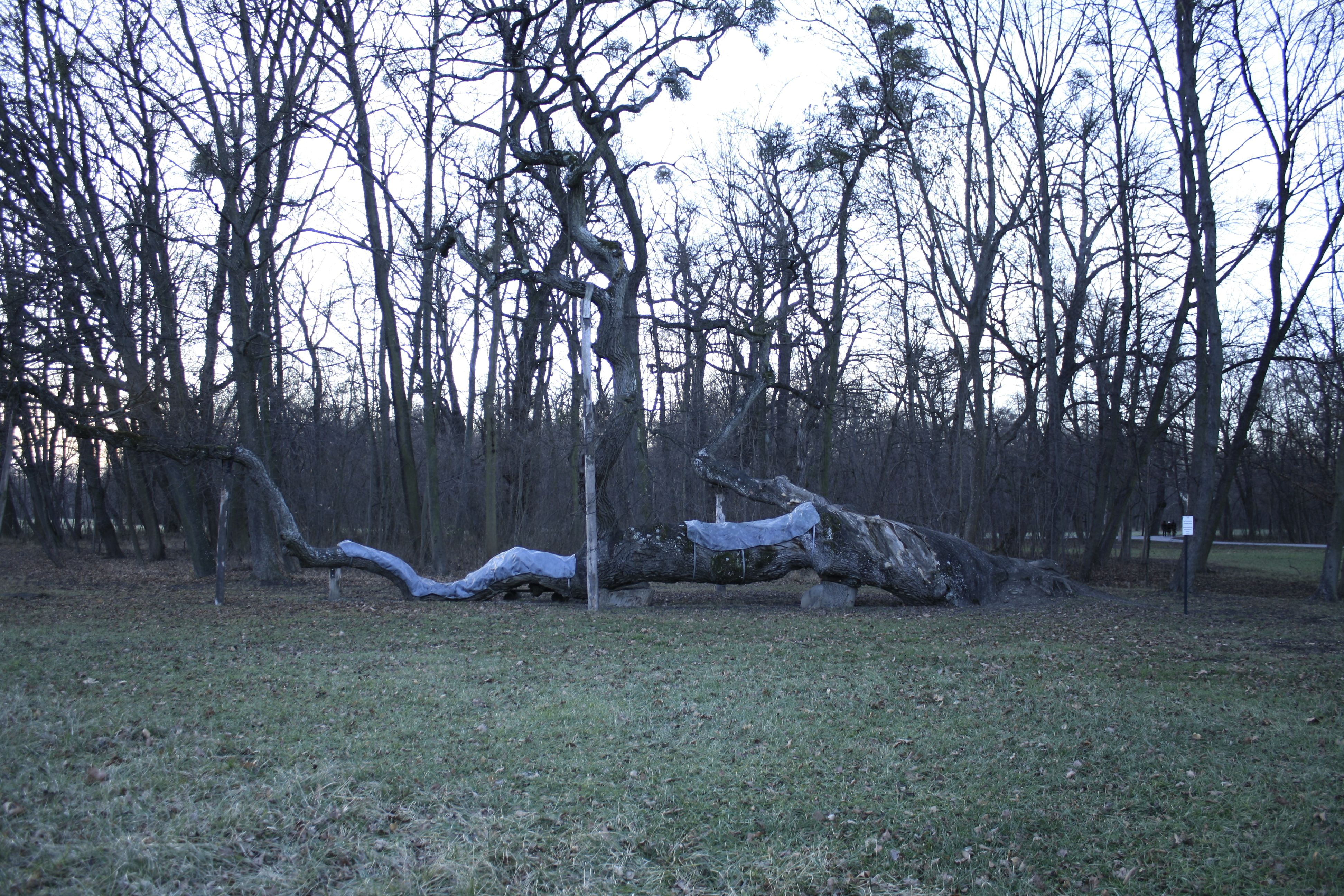
Liegende Eiche

## Sonstiges
Nicht direkt im Gesamtkomplex, aber doch in direkter Verbindung mit dem Kaiserschloss, steht der Kaiserbahnhof, der Kopfbahnhof der ehemaligen Laxenburger Bahn, der heute – rekonstruiert nach seinem Aussehen von 1847 – als Veranstaltungszentrum und Restaurant genutzt wird.
In frühen Zeiten des Wiener Neustädter Kanals konnte man auch per Ausflugsschiff von Wien nach Laxenburg fahren. Diese Wasserlustfahrten verloren aber um 1830 aufgrund der langen Fahrzeit die ursprünglich große Beliebtheit.
Das Palais Kaunitz-Wittgenstein, das unter anderem von Vertretern der Familien Kaunitz, Esterházy und Wittgenstein genutzt wurde, diente seit 1912 den Ingenbohler Kreuzschwestern als Kloster und als Provinzhaus für Wien und Niederösterreich. Auch eine Kindergärtnerinnen-Schule und eine Hauptschule wurde von den Schwestern betrieben. Beide Schulen sind geschlossen. Die Internationale Anti-Korruptionsakademie (IACA) hat heute ihren Sitz in einem Teil des Gebäudes. Es handelt sich hierbei um die erste Ausbildungsstätte dieser Art weltweit.
In Teilen des Parks fanden im August 1990 und im August 2010 internationale Pfadfinderlager statt, 2010 mit über 7.600 Teilnehmern.
Von Ende August bis Mitte September 2021 fand erstmals die Klangwelle Schlosspark Laxenburg statt, ein Show aus Wasser, Feuer, Licht und Musik.